# Concept store
Ne pas confondre avec un pop up store ou magasin éphémère

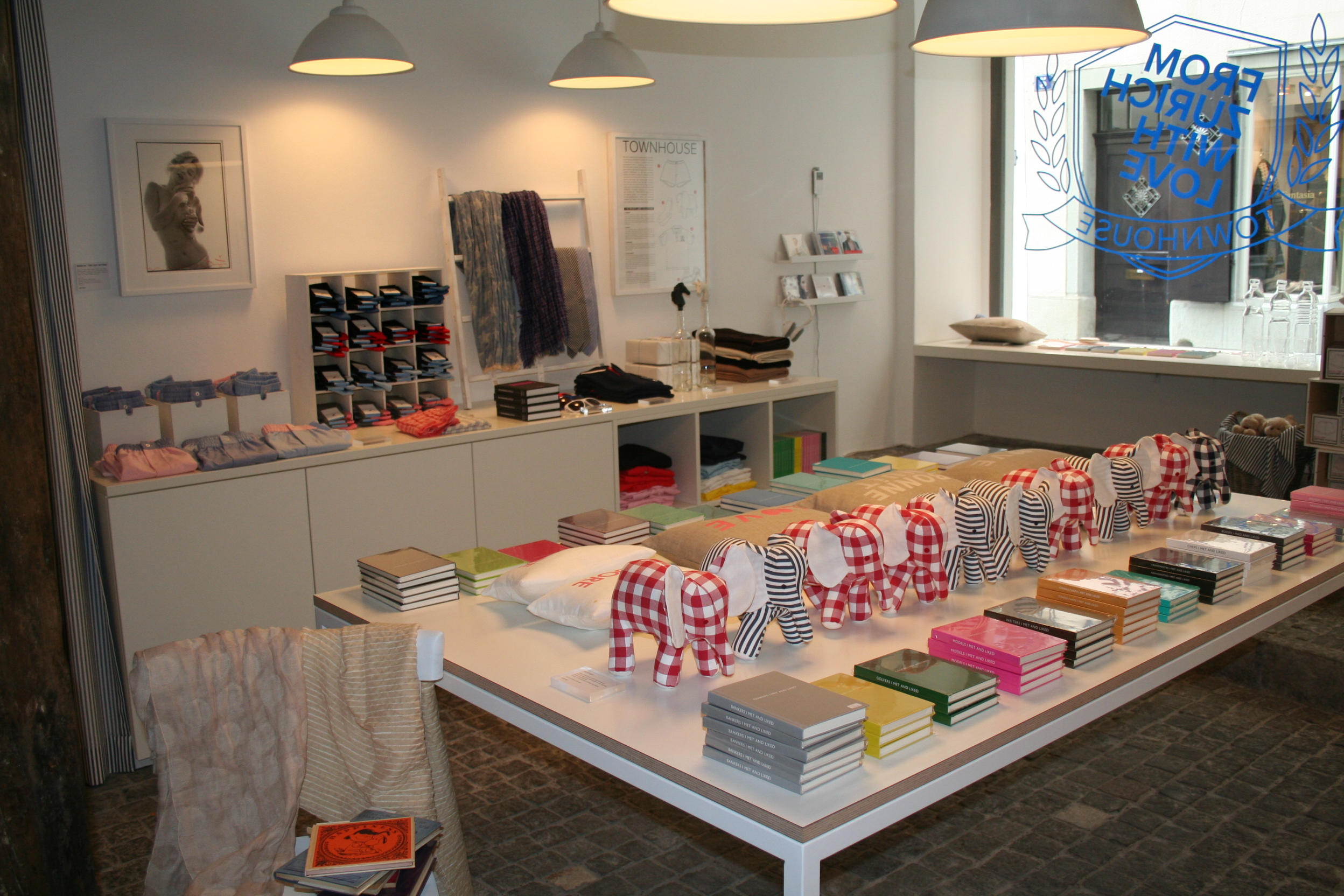
Un concept store à Zurich

Un concept store, ou magasin concept, est une notion marketing décrivant un commerce de détail thématique. Le concept store peut notamment intégrer un point de restauration, lié au thème du lieu. Il se caractérise par la mise en scène d'univers créatifs mélangeant les produits et multipliant les tendances. Le concept store veut être un lieu moderne, dans l'air du temps, qui met en avant l'image de ses produits créateurs de styles de vie.

## Description
Il s'agit de proposer à la vente un ensemble de produits dont la gamme est définie, plutôt que par type de produit, par un même univers thématique, comme le design, le luxe, le sport, la décoration, une marque, etc. Ce sont donc des points de vente multi-marques pouvant aller jusqu'à intégrer de la gastronomie.
Les règles traditionnelles du commerce sont donc modifiées.[réf. nécessaire] De nouvelles méthodes de vente sont définies. La vente est tournée vers le plaisir du consommateur plutôt que vers une thématique ou une spécialité. Les Concept stores veulent stimuler les achats compulsifs au-delà des achats utiles.
Il existe toutes sortes de concept store, que ce soit sur un thème ou sur un principe commercial qui domine le thème. 
Le terme de « concept store » reste très utilisé dans le commerce, souvent simplement pour profiter d'un effet de mode, sans réelle correspondance : plusieurs magasins appelés concept store ne proposent que des produits d'une seule marque ou uniquement leur gamme de produits, sans recherche de tendances variées ni diversification vers d'autres marques. L'adjonction simple d'un restaurant ou d'une zone d'exposition ne permet pas toujours de justifier à elle seule le terme de concept store.
Les magasins de marque unique permettent de renforcer l'identité de la marque, et le terme de concept store de renforcer l'appartenance à la mode.

## Historique
Dans les années 1950, Mary Quant ouvre sa boutique Bazaar sur King's Road. Celle-ci devient rapidement dès la décennie suivante le symbole du Swinging London mais également un mode de vie, commercialisant, outre la célèbre mini jupe et autres vêtements, de la vaisselle, de la décoration, du maquillage ou des objets de papeterie. Il y a également, à Londres, Biba vers la même période.
Le terme de « Concept store » est inventé par le sociologue italien Francesco Morace en 1991 afin de définir ce type de lieu. Carla Sozzani vient d'ouvrir depuis peu la Galleria Carla Sozzani, un point de vente à mi-chemin entre une librairie et un lieu d'exposition, rebaptisé plus tard sous le nom de 10 Corso Como, son adresse. Rapidement, elle y mélange photographies, créations dont d'Alaïa ou de Kawakubo, meubles, ouvrages, ainsi qu'un café. Lors de sa visite dans le lieu, le sociologue affirme : « Fini les magasins d'image, voici la boutique concept ». Plusieurs années après, le concept de Carla Sozzani est développé en Asie.
D'autres pays d'Europe possèdent leur concept stores faisant référence, tel Andreas Murkudis à Berlin commercialisant cosmétiques, vêtements, luminaires ou bagage, ou encore Londres avec la boutique de Rei Kawakubo, Dover Street Market.

### En France

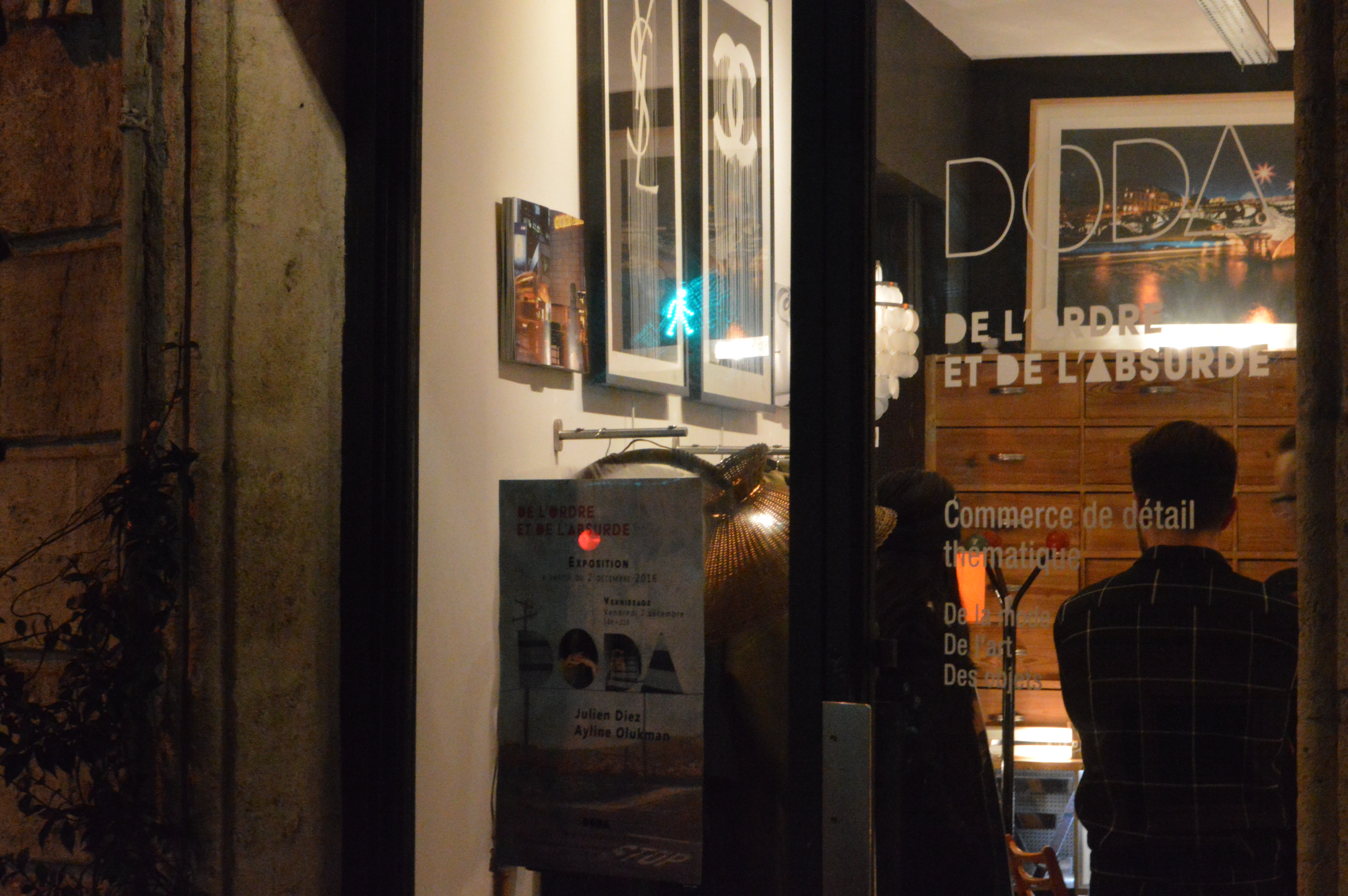
DODA - De l'Ordre et De l'Absurde est une galerie d'art et un concept-store à Bordeaux. Ici, sur les murs, les lithographies sont de Zevs et de J R.

À Paris, la boutique Leclaireur est le premier concept store à ouvrir ses portes en 1980, en proposant une sélection de créateurs, parmi les plus pointus de l'époque (les six d'Anvers – Ann Demeulemeester, Dries Van Noten, Maison Margiela...), dans des univers discrets et luxueux, différents selon les boutiques, où se mêlent pièces de créateurs et œuvres d'art contemporain. Ouverte en 1997, colette propose à ses clients tous types de produits « tendance », qu'il s'agisse d'objets de design ou d'article de modes, ainsi qu'un bar à eau, mais aussi de L’Épicerie, Merci intégrant vêtements, meubles ou restaurants et plus tard de Ra, début 2012. L'année suivante ouvre à Bordeaux dans une ancienne épicerie la boutique Edith lieu intégrant mode, design, mais également expositions, performances ou concerts.
En 2010 à Paris, dans le 10e arrondissement ouvre Centre Commercial, une boutique qui présente des labels français ou étrangers. Également dans le quartier du canal Saint-Martin, Madeleine & Gustave inaugure en 2015 un concept store, dédié aux thèmes de la décoration, du design et de la maison. La même année, Smallable ouvre un concept store dédié à l'univers de l'enfant et de la famille dans le quartier de Saint-Germain-des-Prés. 
Durant le mois de décembre 2011, l'acteur John Malkovich a lui ouvert un concept store éphémère Opifico JM, rue d'Uzès dans le IIe arrondissement, où il commercialise, entre autres, ses propres créations.
En 2024 ouvre un concept store Dover Street Market (en) qui occupe 1 100 m2 sur plusieurs niveaux de l'hôtel de Coulanges. Bien que Dover Street Market soit implanté dans plusieurs pays du monde, ce lieu est le premier en France. Rei Kawakubo s'est chargé de l'agencement.